# 手塚とおる
手塚 とおる（てづか とおる、1962年6月27日 - ）は、日本の俳優。かつては放送作家としての活動も行っていた。北海道出身。トライストーン・エンタテイメント所属。

## 略歴
北海道生まれで、3歳まで住んでいた。1983年、『黒いチューリップ』（作；唐十郎、演出；蜷川幸雄）でデビュー。
1986年からは劇団健康に参加し、1992年の解散まで全作品に出演。
1993年、シリーウォークプロデュース『お茶と同情』で初作、演出をする。
役者として大成する前はTVの構成作家としても活動し、「邦ちゃんのやまだかつてないテレビ」「夢がMORI MORI」「SMAP×SMAP」のコントパートを担当していた。
ナイロン100℃、大人計画、劇団☆新感線などに客演し、活動の中心は舞台であった。次第に映像でも怪演を見せるようになっていくが、実写版『キューティーハニー』（2004）執事役のような、白塗り、眉毛ナシ、くるくるの前髪、甲高い声で誰にも様づけで慇懃に呼びかけ、かつ戦闘能力最強というようにメーターを振り切ったようなキャラクターはそう機会が多くないこともあり、意外と目立たない地味な役も巧みにこなす。同じ庵野秀明と久々に組んだ『シン・ゴジラ』では一転してむしろ凡庸な雰囲気の大臣役であった。
2013年、1話限りの出演ながら『半沢直樹』で演じたイヤミな役柄が評判となって以降、映像作品にも多く出演するようになる。
漫画家の手塚治虫が原作のドラマ作品や彼を題材にしたドラマ作品への出演が多く、一部で「手塚治虫の甥」との情報が出たが、そのような事実はなく、手塚の娘である手塚るみ子がTwitterにて否定した。
左耳に残るピアスホールについて『殺し屋1』で演じたピアスのマー坊の役作りであるとする記事が存在するが、ピアスのマー坊は浅野忠信演じる垣原雅雄のことである。ちなみに手塚が演じる藤原には「ヘマをすることが多いらしく、顔中に『オトシマエ』のピアスが付けられている」という設定があるが、作中でピアスは見られない。
2021年5月16日放送の『なりゆき街道旅』（フジテレビ）にゲスト出演し、50歳過ぎで結婚していたことを初告白した。

## 出演

### テレビドラマ
- 宇宙家族マスオさん（1991年、WOWOW）
- 大脱走（1991年4月、TBS）
- 5コマ君（1991年7月、フジテレビ）劇団健康として
- いつみても平々凡々（1991年9月、日本テレビ）
- 劇的空間〜ドラマチック・アワー〜（1992年6月、日本テレビ）
- 世にも奇妙な物語（1992年6月、フジテレビ）
- BATMAN（1992年7月 - 12月、WOWOW）吹き替え
- ゲーム・ザ・ヘブン（1993年4月 - 10月、WOWOW）
- 妖蝶キリコ（1994年4月3日 - 1995年4月9日、WOWOW）
- 友達の恋人 第9話（1997年6月、TBS）
- 世にも奇妙な物語（フジテレビ）
  - 「不定期バスの客」（1996年10月02日）
  - 「懲役30日」（1998年9月25日） - 医療技師 役
  - 「自分を信じた男」（2015年4月11日） - 影山守 役
- 立入禁止!STAFF ONLY(stage6)真夜中のレッスン（1997年11月17日、フジテレビ）
- shin-D 亀岡中学校教師御一行様（1998年1月7日 - 2月25日、日本テレビ）
- 義男の青春（1998年9月7日 - 9月14日、テレビ東京）
- ケイゾク/特別篇（1999年12月24日、TBS） - 中田英二 役
- ズッコケ三人組VS双子探偵（2001年1月1日、NHK教育） - 夢水清志郎 役
- くるくるアミー（2001年、テレビ東京）
- TRICK2 episode 5 妖術使いの森（2002年2月8日、テレビ朝日） - アラン井上 役
- おかしなふたり（2006年1月3日 - 1月4日、フジテレビ） - 三田村良雄 役
- 富豪刑事デラックス 第7話 富豪刑事の三ツ星レストラン（2006年6月2日、朝日放送・テレビ朝日） - 大河内洋輔 役
- 黒い春（2007年3月21日、WOWOW）
- 鹿男あをによし（2008年1月、フジテレビ）
- ケータイ捜査官7（2008年、テレビ東京） - 音無雄二 役
- 華麗なるスパイ（2009年、日本テレビ） - ボマーK 役
- ゴッドハンド輝（2009年、TBS） - 蘭木長船 役
- マジすか学園（2010年、テレビ東京） - キケン 役
- TAROの塔（2011年、NHK）
- 人間昆虫記（2011年7月30日 - 9月10日、WOWOW）
- 荒川アンダー ザ ブリッジ（2011年、毎日放送） - シロ 役
- 開拓者たち 第1話（2012年3月7日、NHK）
- 相棒 season10 第18話（2012年3月7日、テレビ朝日） - 三橋卓也 役
- 黒い報告書 第1弾「かげぼうしの女」（2012年6月9日、BSジャパン） - 三島善行 役
- ディスカバーデッド 第2話（2013年6月25日、フジテレビTWO）
- 赤川次郎原作 毒〈ポイズン〉 第1話（2012年10月4日、読売テレビ） - 編集長 役
- 救命病棟24時 第5シリーズ（2013年、フジテレビ） - 杉吉康弘 役
- 雲霧仁左衛門（2013年、NHK BSプレミアム） - 州走りの熊五郎 役
  - 雲霧仁左衛門2（2015年2月 - 3月）
  - 雲霧仁左衛門3（2017年1月 - 2月）
  - 雲霧仁左衛門4
  - 雲霧仁左衛門5
  - 雲霧仁左衛門6
  - 雲霧仁左衛門ファイナル（2025年1月 - ）[7]
- 半沢直樹（2013年8月 - 9月、TBS） - 古里則夫 役
- 変身インタビュアーの憂鬱（2013年10月 - 12月、TBS）
- 戦力外捜査官（2014年1月 - 3月、日本テレビ） - 中西文彦 役
- ルーズヴェルト・ゲーム（2014年4月 - 6月、TBS） - 大道雅臣 役
- 東京スカーレット〜警視庁NS係 第6話（2014年8月19日、TBS） - 井岡泰輔 役
- 警視庁捜査一課9係 Season9 第7話（2014年8月20日、テレビ朝日） - 段田友則 役
- HERO 第10話・11話（2014年9月15日・22日、フジテレビ） - 東京地方検察庁特別捜査部副部長 役
- 科捜研の女Season14 第1話・2話（2014年10月16日・23日、テレビ朝日） - 吉岡清彦
- 太鼓持ちの達人〜正しい××のほめ方〜（2015年1月 - 3月、テレビ東京） - 主演・岡部浩太郎 役[8]
- 天使のナイフ（2015年2月 - 3月、WOWOW） - 三枝警部 役[9]
- 水曜ミステリー9 犯罪科学分析室 電子の標的（2015年5月13日 - 、テレビ東京） - 警視庁犯罪科学分析室 倉田剛士 役
- ヤメゴク〜ヤクザやめて頂きます〜 第5話（2015年5月14日、TBS） - 野口隆 役
- REPLAY & DESTROY 第4話（2015年5月18日、TBS）
- ドS刑事 第7話（2015年5月23日、日本テレビ） - 田宮ユウホウ 役
- 初森ベマーズ（2015年7月10日 - 9月25日、テレビ東京） - 鎌田 役[10]
- ど根性ガエル 第5話（2015年8月8日、日本テレビ） - 浅草ぽんぽこ企画社長 役
- リスクの神様 第7話（2015年8月26日、フジテレビ） - 投資会社代表 役
- ドラマ10 デザイナーベイビー - 速水刑事、産休前の難事件 -（2015年9月 - 11月、NHK） - 西室義一 役
- 警視庁ゼロ係〜生活安全課なんでも相談室〜（テレビ東京） - 古河祐介 役[11]
  - 第1シリーズ（2016年）
  - 第3シリーズ（2018年）
  - 第5シリーズ（2021年）
- フラジャイル 第1話（2016年1月13日、フジテレビ） - 藤原守 役[12]
- ナオミとカナコ 第1話（2016年1月14日、フジテレビ） - 小田征夫 役
- 天才バカボン〜家族の絆（2016年3月11日、日本テレビ） - 『スターのお宅へ イッテV』レポーター 役
- グッドパートナー 無敵の弁護士 第1話（2016年4月21日、テレビ朝日） - 前園薫 役
- ゆとりですがなにか（2016年4月17日 - 6月19日、日本テレビ） - 早川道郎 役
- 好きな人がいること 第1話（2016年7月11日、フジテレビ） - 面接官 役
- 刑事7人 第2シリーズ 第5話（2016年8月10日、テレビ朝日） - 山路史郎 役
- 巨悪は眠らせない 特捜検事の逆襲（2016年10月5日、テレビ東京） - 中西春男 役
- コック警部の晩餐会（2016年10月20日、TBS） - 新見淳 役
- 検事の本懐（2016年12月3日、テレビ朝日） - 葛巻利幸 役
- 下剋上受験（2017年1月13日 - 3月17日、TBS） - 長谷川光秀（部長） 役
- 特殊犯罪課・花島渉1（2017年3月16日、テレビ朝日） - 島本洋一 役
- 小さな巨人（2017年4月 - 6月、TBS） - 警視庁警務部監察官：柳沢肇 役
- 居酒屋ふじ 第6話・第8話（2017年8月13日・27日、テレビ東京） - 手塚とおる（本人） 役
- 全力失踪（2017年9月3日 - 10月22日、NHK BSプレミアム） - 高峰俊雄 役
  - 大全力失踪（2019年4月7日 - 4月28日、NHK BSプレミアム）
- アイドル×戦士ミラクルちゅーんず!（2017年9月10日、テレビ東京） - 羽黒比加草 役
- DOCTORS〜最強の名医〜 新春スペシャル（2018年1月4日、テレビ朝日） - 猿渡圭介 役
- がん消滅の罠〜完全寛解の謎〜（2018年4月2日、TBS） - 西寺直樹 役
- 時空探偵おゆう 大江戸科学捜査（2019年7月5日 - 8月23日、関西テレビ放送） - 浅川健吾、浅川源吾衛門 役（2役）
- ボイス 110緊急指令室 第4話 - 第8話（2019年8月3日 - 9月7日、日本テレビ） - 上杉渉 役
- Iターン 第6話 - 最終話（2019年8月17日 - 9月28日、テレビ東京） - 瀬戸川達郎 役
- グランメゾン東京 （2019年10月20日 - 12月29日、TBS） - 江藤不三男 役
- オペレーションZ〜日本破滅、待ったなし〜（2020年3月 - 4月、WOWOW） - 橋上正吾 役
- NHK大河ドラマ 麒麟がくる（2020年、NHK） - 朝倉景鏡 役
- 嫉妬（2020年8月16日、テレビ朝日） - 佐伯信勝 役[13]
- 先生を消す方程式。（2020年10月31日 - 12月19日、テレビ朝日） - 佐倉清 役
- ドクターY〜外科医・加地秀樹〜 （2021年10月7日、テレビ朝日） - 植地正人 役
- アバランチ 第5話 -  （2021年11月15日 - 12月20日、関西テレビ） - 戸倉和彦 役
- 封刃師（2022年1月16日 - 3月13日、ABC / 2022年1月23日[注 1] - 3月13日、テレビ朝日） - 巳前 役[14]
- 純愛ディソナンス（2022年7月14日 - 9月22日、フジテレビ） - 影山勉 役[15]
- 新空港占拠（2024年1月13日 - 3月16日、日本テレビ） - 壬生正雄 / 北見茂  役[16][17][18][19]
- キャスター 第5話（2025年5月11日、TBS） - 村崎善延 役[20]

### 配信ドラマ
- 銀と金 第13話（2017年3月26日、Amazon Prime Video） - 有賀研二 役
- グラグラメゾン♥東京 〜平古祥平の揺れる思い〜 第三話 - 最終話（2019年11月4日	 - 12月30日、Paravi） - 江藤不三男 役
- 沈黙の艦隊 シーズン1 〜東京湾大海戦〜（2024年2月9日 - 、Amazon Prime Video） - 赤垣浩次 役[21]

### 映画
- シコふんじゃった。（1992年） - 本日医科大学相撲部員 役
- 東京兄妹（1995年） - 三村真 役
- ラブ&ポップ（1998年） - ウエハラ 役
- ガメラ3 邪神覚醒（1999年） - 倉田真也 役
- うずまき（2000年） - 横田育生 役
- DEAD OR ALIVE 2 逃亡者（2000年） - 情報屋・テル 役
- けものがれ、俺らの猿と（2000年）
- ギプス（2001年）
- ウォーターボーイズ（2001年） - 火事場のおじさん 役
- 殺し屋1（2001年） - 藤原 役
- プレイボール（2002年）
- 蛇イチゴ（2003年） - 鎌田賢作 役
- 幸福の鐘（2003年） - 宮田邦夫 役
- OPEN HOUSE（2003年）
- キューティーハニー（2004年） - 執事 役
- 夢の中へ（2005年）
- タナカヒロシのすべて（2005年） - 動物病院の医師 役
- MEATBALL MACHINE　ミートボールマシン（2006年） - 謎の男 役
- 日本沈没（2006年） - 安川翔太（区役所の男） 役
- 紀子の食卓（2006年） - ひげの男 役
- イヌゴエ（2006年）
- 宇宙エレベータ 〜科学者の夢みる未来〜（2007年） - エジソン 役（声優として）
- 妖怪奇談（2007年） - 大迫 役
- シルク (2007年) - 案内役 役
- 僕の彼女はサイボーグ（2008年）
- ICHI（2008年）
- 20世紀少年（2009年） - 漫画家・金子 役
  - 第2章 最後の希望
  - 最終章 ぼくらの旗
- 蟹工船（2009年） - ロン 役
- 仮面ライダーシリーズ
  - 仮面ライダー×仮面ライダー W&ディケイド MOVIE大戦2010（2009年12月12日） - ロベルト志島 役
  - シン・仮面ライダー（2023年3月18日） - コウモリオーグ 役[22]
- ランウェイ☆ビート（2011年）
- ヒミズ（2012年） - 怪しい男 役
- 荒川アンダー ザ ブリッジ　THE MOVIE（2012年） - シロ 役
- LOVE まさお君が行く!（2012年）
- 希望の国（2012年） - テレビ番組の司会者 役
- デッド寿司（2013年） - 小松社長 役
- Miss ZOMBIE（2013年） - 寺本 役
- ラブ&ピース（2015年） - 研究員 役
- 天空の蜂（2015年） - 刑事・高坂 役
- 図書館戦争-THE LAST MISSION-（2015年）
- シン・ゴジラ（2016年） - 関口悟郎（文部科学大臣） 役[23][3]
- 阿修羅少女〜BLOOD-C異聞〜（2017年） - 大杉 役
- ナミヤ雑貨店の奇蹟（2017年） - 刈谷[注 2] 役
- オムニバス映画 LAPSE（2019年2月16日）「SIN」 - 白木 役
- ゴーストマスター（2019年12月6日） - 柴田彰久（プロデューサー） 役
- 沈黙の艦隊（2023年9月29日） - 赤垣浩次 役[24]
- 怪獣ヤロウ!（2025年1月31日） - 武藤長介 役[25][26]

### 舞台
- 「黒いチューリップ」(1983年2月 唐十郎・作 蜷川幸雄・演出)
- 「神のようにだまして」(1990年7月 村松利史 WAHAHA本舗プロデュース)
- 「MEDICINE」(1992年4月29日〜5月5日 岡本螢・作  栗山民也・演出  あなただけ今晩はプロデュース)
- 「ヒネミ」(1992年11月27日〜12月8日 宮沢章夫・作 演出  遊園地再生事業団#2)
- 「IN CAFE」(1993年4月3日〜4月11日 堤泰之・作 高橋いさを・演出 O2プロデュース)
- 劇団健康の公演に多数出演
- 1993年8月、劇団健康を解散して一年、新ユニット「ナイロン100℃」で活動
  - 1979年 - 1994年 - ケンタロウ 役
- 「予定外」(1993年8月13日〜8月22日 ナイロン100℃#1)
- 「ピカレスクホテル」(1993年10月13日〜10月24日 高橋いさを・作  堤泰之・演出 プラチナ・ペーパーズプロデュース)
- 「砂の国の遠い声」(1994年2月2日〜2月8日 宮沢章夫・作・演出 遊園地再生事業団#4)
- 「ネバーセイドリーム」(1994年4月6日〜4月17日 台場達也・作 栗山民也・演出 シアターコクーンプロデュース)
- 「1979」(1994年5月27日〜6月5日 ナイロン100℃#3)
- 「嘘は罪」(1994年9月1日〜11日 松尾スズキ・作・演出 大人計画プロデュース)
  - 1994年フリーに
- 「ネクスト・ミステリー」(1994年11月9日〜1994年11月20日 ナイロン100℃#4)
- 「マリーの悲劇」(1994年12月、1995年1月2日 高橋いさを・作・演出 ホテル蓼科プロデュース)
- 「本牧マクベス」(1995年1月20日〜1月29日 矢作俊彦・作 ミヤザキサトシ・演出 本牧マクベス上演実行委員会)
- 「鉄コン筋クリート」(1995年4月21日〜4月30日 黒テント第37回公演)
- 「零れる果実」(1996年10月26日〜11月10日 第2回シアターコクーン戯曲賞受賞作 佐藤信演出バージョン)
- ボーイング・ボーイング
- 音楽劇「ブッダ」
- 劇団☆新感線
  - 西遊記〜PSY YOU CHIC〜（1999年） - 沙悟浄 役
  - 野獣郎見参!（2001年） - 婆娑羅鬼 役
- 少年H
- 燐光群「天皇と接吻」
- 野田地図「カノン」
- THE CHERRY BOMBERS
- パルコプロデュース「ヴァンプ・ショウ」（2001年） - 駅員 役
- 三人姉妹
- リーディング「アンヌ・マリ」
- おかしな二人 男編
- 燐光群プロデュース「阿部定と睦夫」
- ドラマリーディング「オルジァ」
- マッチ売りの少女
- エンドゲーム（2006年）
- ワニの涙（2008年） - 盲目のDJ 市 役
- 毛皮のマリー（2008年） - 欣也(美少年) 役
- 恐竜と隣人のポルカ（2008年） - 熊谷柿一郎 役
- 山の巨人たち（2008年）
- 新宿八犬伝（2010年）
- 豚小屋（2011年） - ユリアン 役
- チェーホフ?!〜哀しいテーマに関する滑稽な論考〜（2011年) 東京芸術劇場小ホール
- 騙り。（2012年）
- 天使猫（オフィス3○○、2012年）
- 悼む人（2012年） - 蒔野抗太郎 役
- 遠い夏のゴッホ（2013年） - ゼノン 役
- イキウメ「片鱗」（2013年） - 男(怨霊) 役
- 荒野のリア（2014年）
- 生きると生きないのあいだ（2014年） - 映像出演
- 荒野のリア（2016年）
- 僕だってヒーローになりたかった（2017年） - 甲本官房長官 役
- 東京芸術劇場「朗読「東京」第五回」（2017年）
- 東京芸術劇場「リチャード三世」（2017年） - アン夫人 役
- 東京芸術劇場「ゲゲゲの先生へ」（2018年） - 山田(ヤマダ)、父、社長、詐欺師先輩、農夫 役
- 六本木トリコロールシアター「リーディングシアター　レイモンド・カーヴァーの世界」(2019年） - 「ダンスしないか？」「もうひとつだけ」
- 東京芸術劇場「“野田版”真夏の夜の夢」（2020年) 東京芸術劇場他

### ミュージック・ビデオ
- 筋肉少女帯「踊るダメ人間」（1991年）
- 乃木坂46「バレッタ」（2013年） - マエストロ（組織のボス） 役

### ドキュメンタリー
- 地球イチバン「世界最大の白い砂丘〜ブラジル・レンソイス〜」（2014年11月13日、NHK総合） 旅人としてブラジル・レンソイスを訪れた。

### CM
- 日立 テープナビ（1995年）
- リクルート　ゼクシィ　(1996年 - ）
- プロミス（2015年1月 - ）
- VAIO（2015年12月 - ）  - 開発部:手塚部長 役

### その他の番組
- 冗談画報（1988年11月、フジテレビ）劇団健康として
- いきなりフライデーナイト（1989年4月 - 9月、フジテレビ）レギュラー出演
- 邦ちゃんのやまだかつてないテレビ（1989年12月 - 1990年9月、フジテレビ）レギュラー出演
- でたらめ天使（1989年4月 - 1990年9月）レギュラー出演
- ギクギャグゲリラ（1990年10月 - 12月、日本テレビ）レギュラー出演
- 花咲く原由子ショー（1991年、WOWOW）
- ウゴウゴルーガ（1992年10月 - 12月、フジテレビ）
- 楽しい音楽番組（1993年11月、日本テレビ）
- 平成保存委員会（1994年6月、NHK）
- 痛快TV スカッとジャパン（フジテレビ）
  - ケチケチ父ちゃん（2017年5月1日） - 塚田悟志 役
  - ドケチパパ（2017年5月29日） - 塚田悟志 役
- 古舘トーキングヒストリー 〜幕末最大の謎 坂本龍馬暗殺、完全実況〜（2019年1月5日、テレビ朝日） - 佐々木只三郎 役
- オールスター感謝祭
  - オールスター感謝祭2017春
  - オールスター感謝祭2019秋
- マラソングランドチャンピオンシップ 東京五輪代表を懸けた運命の決戦へ（2019年9月11日、TBSテレビ） - 河野匡 役
- 踊る!さんま御殿!!（日本テレビ）
- 突然ですが占ってもいいですか?（2022年10月31日、フジテレビ）[27]
- ぶらり途中下車の旅　東武スカイツリーラインの旅（2023年10月7日、日本テレビ） - 旅人[28]

### ラジオ
- ラジオシアター〜文学の扉（TBSラジオ）
  - 「バートルビー」（2020年10月11日）
  - 「ウェークフィールド」（2020年10月18日）

### 構成作家として
- WOWOW「アトムの気持ち」(レギュラー構成)
- WOWOW「ゲーム・ザ・ヘブン」(レギュラー構成)
- フジテレビ「夢がMORIMORI」(レギュラー構成1994年2月まで)[29]

### 作品
- 1993年「お茶と同情」(作・演出)
- 1994年結城座360周年記念公演「アノコ。」作
- 1994年しあわせの会「力こぶ」作